# Foo Fighters (album)
Debut Foo Fighters nahrál Dave Grohl zcela sám se vším všudy, až na hostujícího kytaristu Grega Dulliho. Vyšlo 4. července 1995, kdy shodou okolností slavil bubeník William Goldsmith své 23. narozeniny.

## Seznam stop
| Pořadí | Název               | Délka |
| ------ | ------------------- | ----- |
| 1.     | This Is a Call      | 3:53  |
| 2.     | I'll Stick Around   | 3:52  |
| 3.     | Big Me              | 2:12  |
| 4.     | Alone + Easy Target | 4:05  |
| 5.     | Good Grief          | 4:01  |
| 6.     | Floaty              | 4:30  |
| 7.     | Weenie Beenie       | 2:45  |
| 8.     | Oh, George          | 3:00  |
| 9.     | For All the Cows    | 3:30  |
| 10.    | X-static            | 4:13  |
| 11.    | Wattershed          | 2:15  |
| 12.    | Exhausted           | 4:45  |

V japonské verzi byly obsaženy ještě tyto dvě bonusové písně, které se rovněž objevily jako b-strany singlu This Is a Call:
1. Winnebago
2. Podunk